# Pihés laskagomba
A pihés laskagomba (Pleurotus dryinus) a laskagombafélék családjába tartozó, Európában és Észak-Amerikában elterjedt, lombos fák vagy fenyők törzsén élő, ehető gombafaj. 

## Megjelenése
A pihés laskagomba kalapja 4-10 (15) cm széles, alakja domború (idősen széles domború) vagy néha konzolos. Színe fehéres, halványszürkés, idősen gyakran sárgás árnyalatú. Felülete finoman szálas-nemezes. Széle fiatalon begöngyölt, rajta fehéres, hártyás fátyolmaradványokkal.
Húsa vastag, kemény; színe fehéres, idősen sárgul. Szaga és íze nem jellegzetes.
Közepesen sűrű lemezei lefutók. Színük eleinte fehéres, krémszínű, később sárgulnak.
Tönkje 4-8 cm magas és 1-2 cm vastag. Alakja lefelé keskenyedő. Helyzete többnyire némileg excentrikus. Alsó része a gyorsan eltűnő fehéres-krémszínű gallér alatt szálas-pelyhes; fölötte sima. 
Spórapora fehér. Spórája hengeres, sima, mérete 9–12 x 3,5–4,5 µm. 

### Hasonló fajok
A nyárfán növő fátyolos laskagomba hasonlít hozzá.  

## Elterjedése és termőhelye
Európában és Észak-Amerikában honos. Magyarországon nem gyakori.
Lombos fák (főleg tölgy és bükk) vagy ritkábban fenyők elhalt törzsén (vagy néha a meggyengült élő fán is) található meg, a fa anyagát bontja. Augusztustól novemberig terem.  
Ehető, de minőségében elmarad a többi laskagombától.   

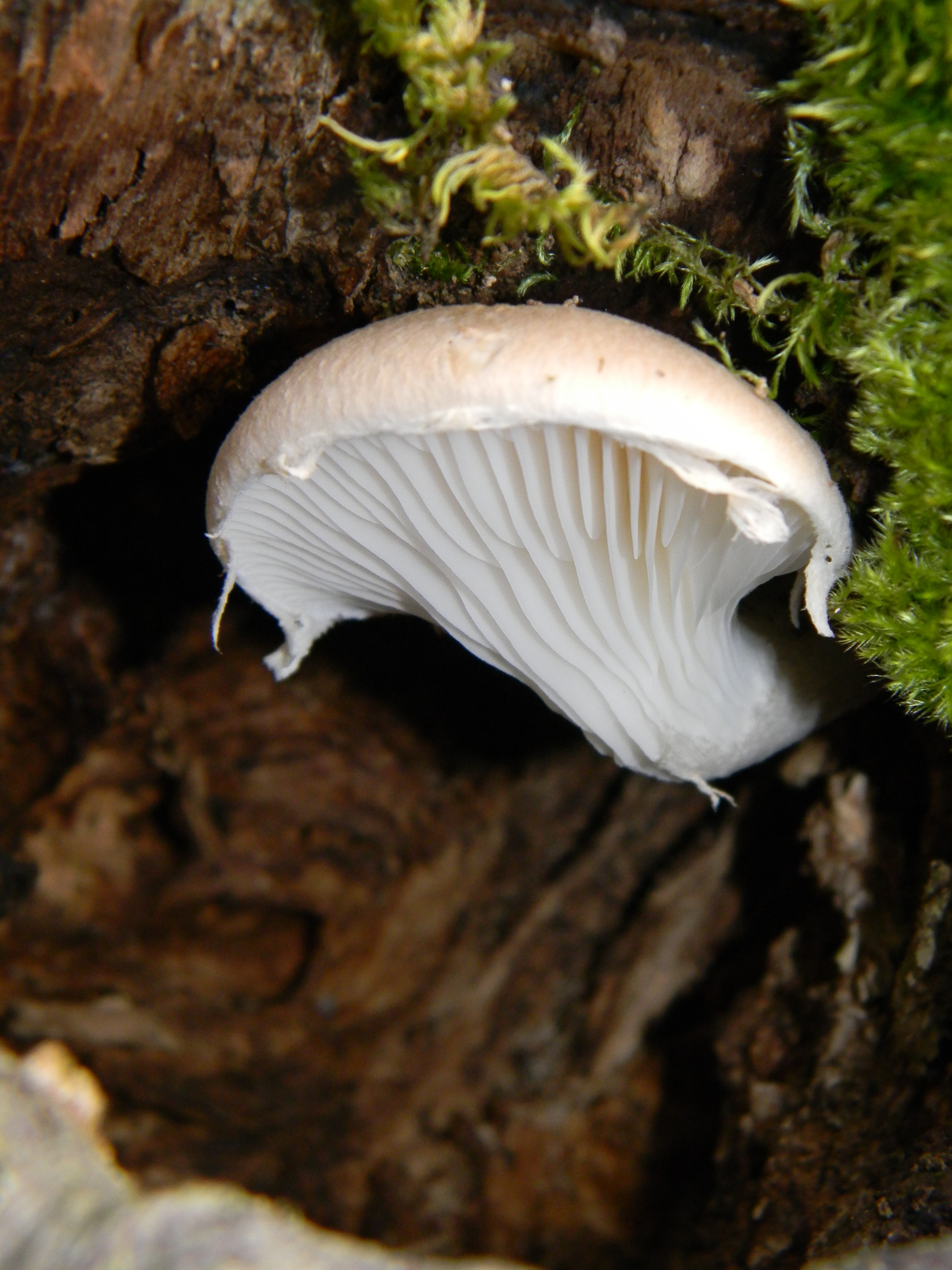
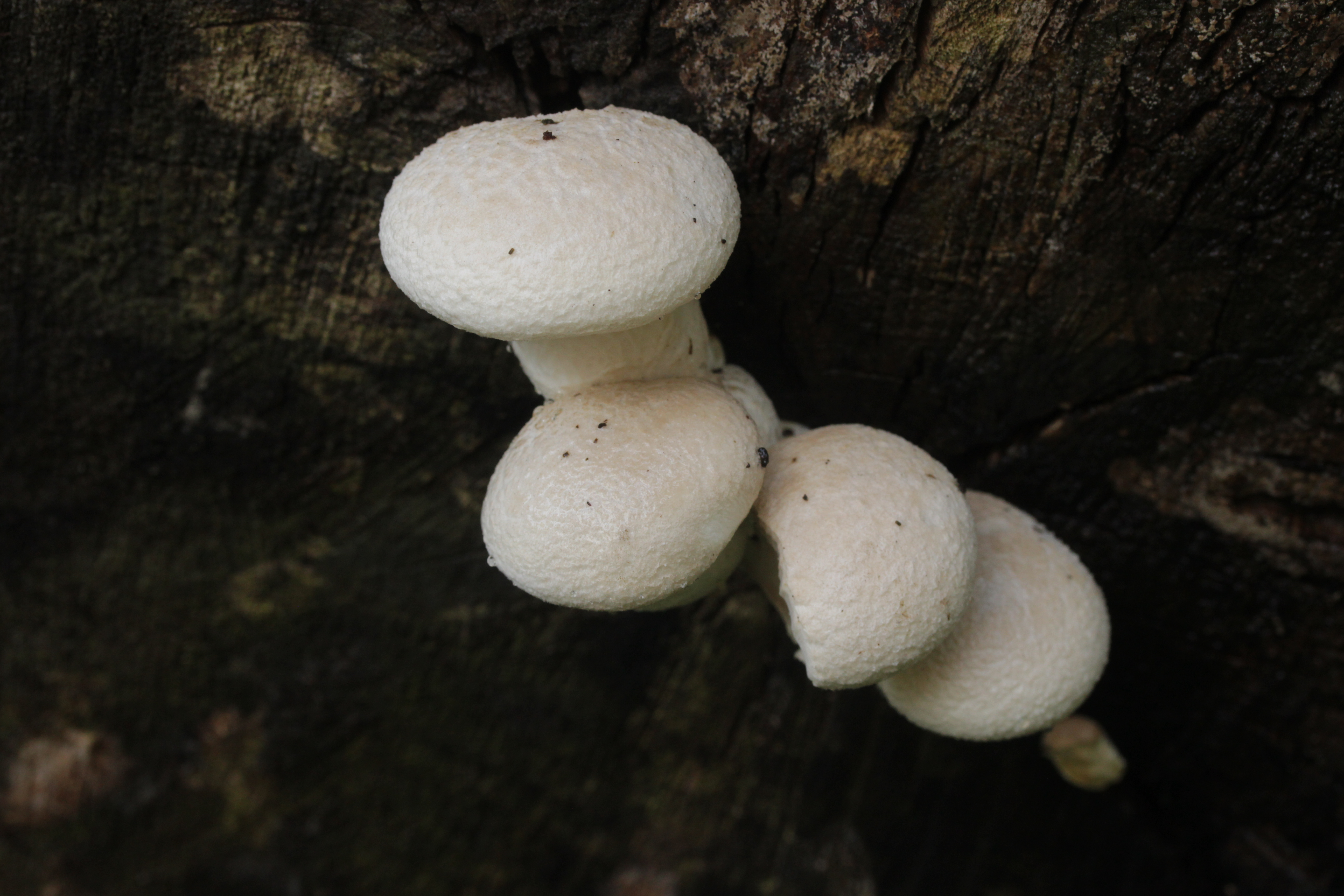
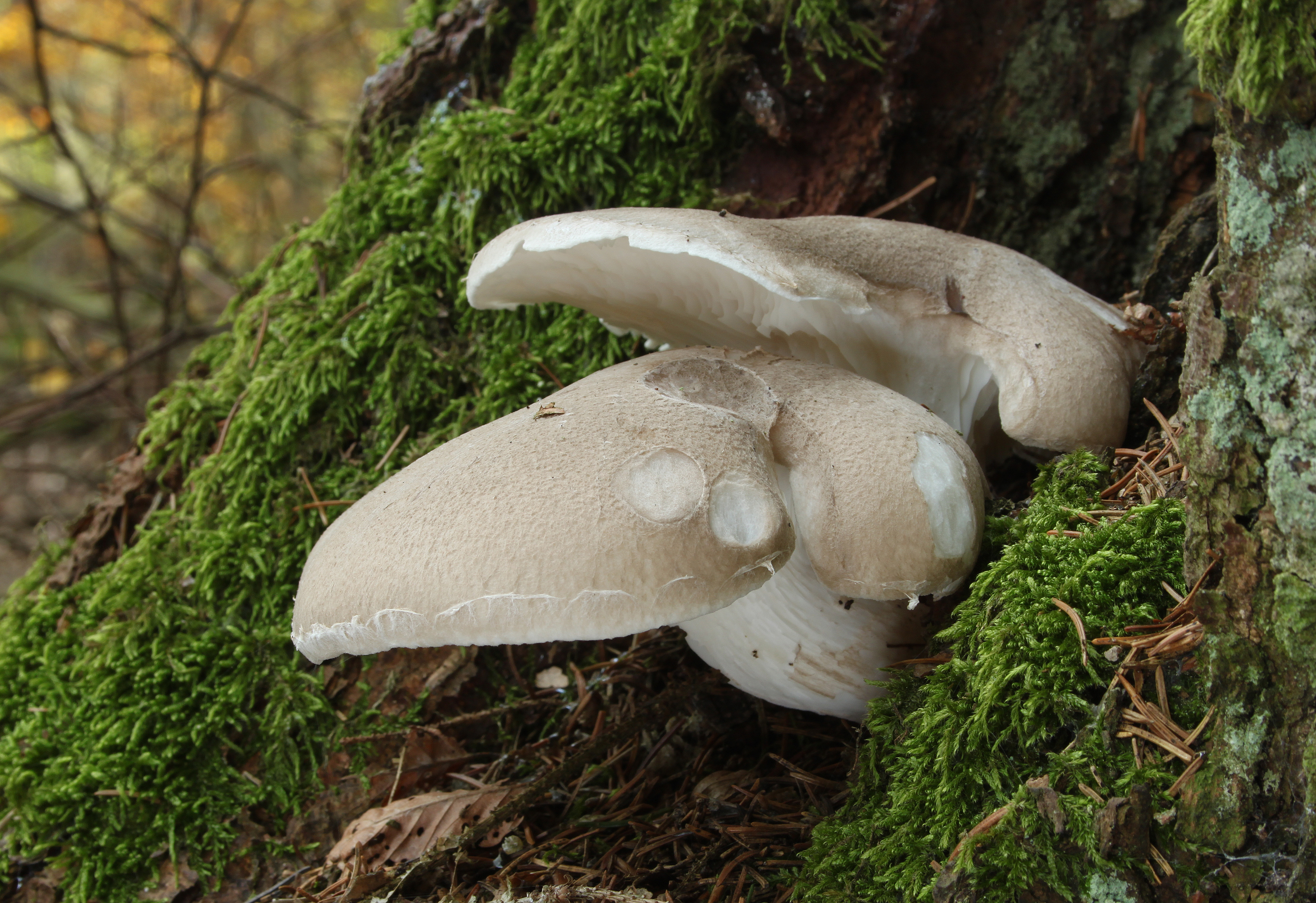
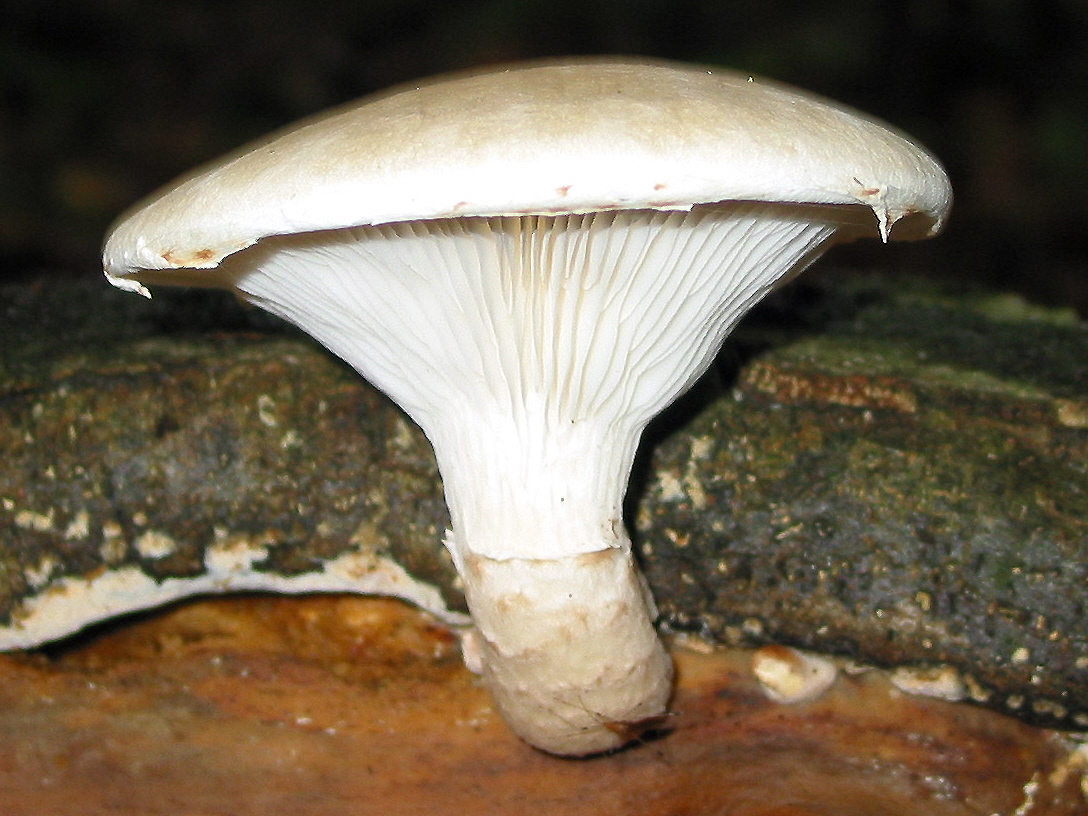
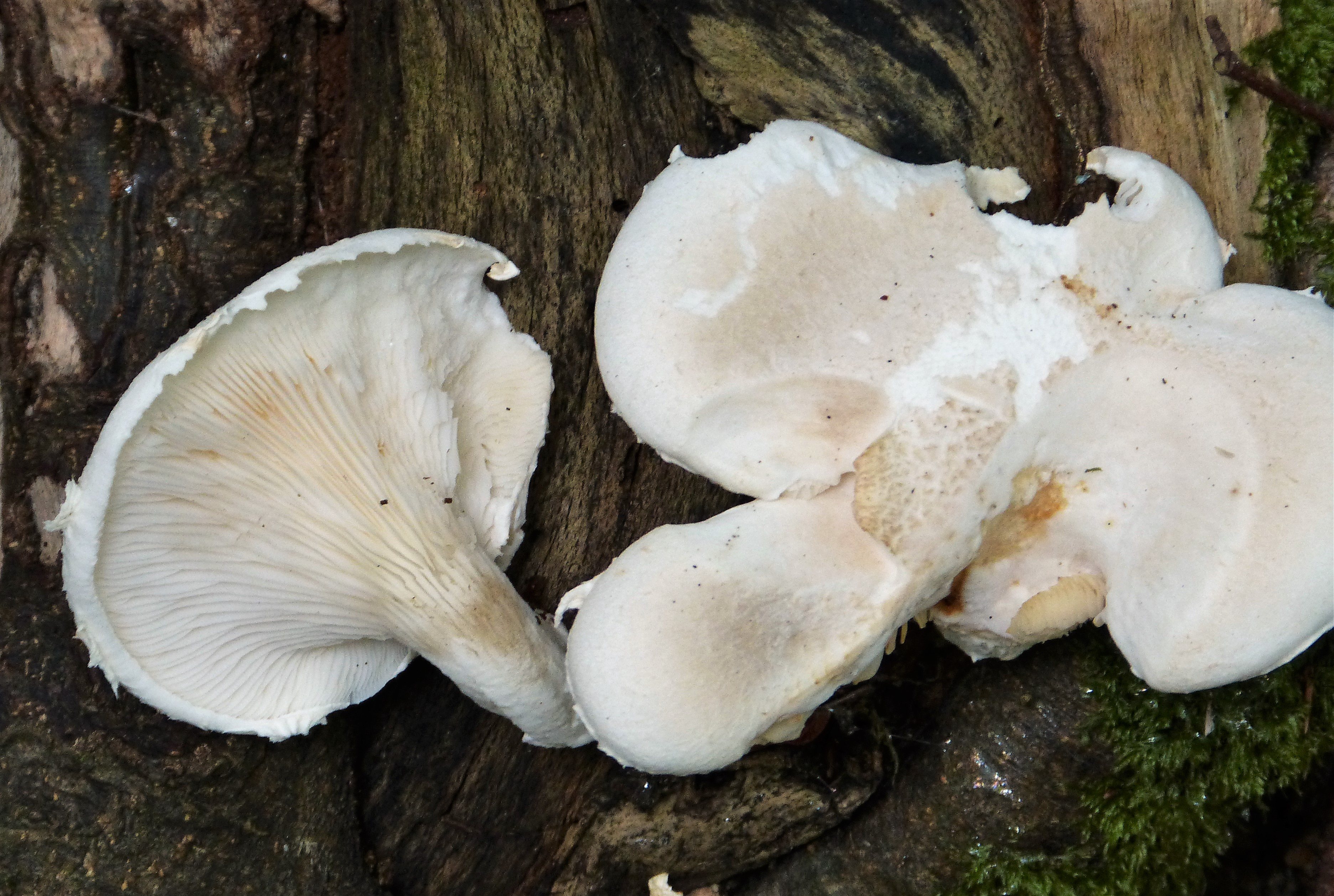